# Nitram
Nitram é um filme drama-thriller australiano dirigido por Justin Kurzel a partir de um roteiro de Shaun Grant baseado no Massacre de Port Arthur de 1996. O filme é estrelado por Caleb Landry Jones, Judy Davis, Essie Davis, Anthony LaPaglia e Ben O'Toole. Por sua atuação, Jones ganhou o prêmio de Melhor Ator no Festival de Cinema de Cannes de 2021 .

## Elenco
- Caleb Landry Jones como "Nitram" (inspirado por Martin Bryant)[3]
- Judy Davis como a mãe de Nitram[3]
- Essie Davis como Helen Harvey
- Anthony LaPaglia como o pai de Nitram
- Sean Keenan como Jamie

## Produção
Em 17 de novembro de 2020, foi anunciado que Justin Kurzel iria dirigir um filme focado no massacre em Port Arthur localizado na Tasmânia ocorrido de 1996, estrelado por Caleb Landry Jones, Judy Davis, Essie Davis e Anthony LaPaglia. A filmagem do filme começou em 23 de janeiro de 2021 e foi concluída em 13 de março de 2021 em Victoria, Austrália.

## Lançamento
O filme estreou no Festival de Cinema de Cannes em 16 de julho de 2021. Ele será lançado nos cinemas e no serviço de streaming australiano Stan em 2021.